# メルセデス・ベンツ・W214
W214/S214は、メルセデス・ベンツの6代目Eクラスを指すコードネームである。なお、頭文字は“W”がセダン、“S”がステーションワゴンを表す。主に日本国内での情報を記す。

## 概要
2023年、オンライン上で世界初公開（デジタルワールドプレミア）。
日本市場では2024年1月、セダンとステーションワゴンが同時発表された。全車右ハンドルのみの設定となる。日本におけるプロモーションでは、「Eを覆す、E。 」としている。
ホイールベースを2,960 mmと先代モデルより20 mm拡大したことで、ゆとりのあるキャビンを確保した。 Cd値は0.23と、極めて優れたエアロダイナミクスを達成している。
伝統と先進性を融合したエクステリアは、歴代Eクラスの長年にわたる歩みを受け継ぐ一方、「Sensual Purity（官能的純粋）」を踏まえた新たなデザインを採用することで、メルセデスの電気自動車（EQ）の前衛的なトレンドセッターとの間をつなぐ架け橋のような存在と位置付けられている。また、夜間や夕暮れなどでラジエーターグリルが白く光るイルミネーテッドラジエーターグリルを一部グレードに設定している。テールランプはスリーポインテッド・スターを模したデザインとなり、サイドには格納型のドアハンドルが備わる。
パワートレインを全てのモデルでハイブリッド化するとともに、 センターディスプレイと助手席ディスプレイを一体型にした「MBUXスーパースクリーン」、サードパーティ製のアプリケーションも使用できる最新世代のMBUX（第3世代）、片側100万画素以上のDIGITALライト（ウルトラハイビーム付き）を用いた日本初の「路面描画機能」などをオプション装備として搭載し、機能性と快適性を大きく向上させた。
ダッシュボードの中央部分には、新採用の「セルフィー&ビデオカメラ」を設置することが可能となった。これにより、停車した状態であれば、ドライバーがオンラインのビデオ会議に参加したり、自分の写真や動画を撮影したりすることができる。カメラは画角が広いことから、前席のサイドウインドウ やパノラミックスライディングルーフなどを含め、室内のさまざまな部分を捉えられる。
Dolby Atmosにも対応した、合計17個のスピーカー、15チャンネル、合計730Wの出力による「Burmester 4D サラウンドサウンドシステム」では、3次元の豊かな音響にさらにもう1つ次元を加えた4Dサウンドを楽しめる。前席シートに振動を伝達するエキサイターを採用することで、シートの振動を通じて音楽を表現してくれる。
Sクラス（W223）やCクラス（W206）に続き、新たに後輪操舵システム「リア・アクスルステアリング」が採用された（セダンのみでオプション選択可）。約60 km/h以下では、リアホイールをフロントホイールとは逆方向に最大4.5度、約60 km/hを以上では、リアホイールをフロントホイールと同じ方向に最大2.5度操舵することで、走行安定性の向上に寄与している。
コンポーネントの一部分に資源節約型原材料を、シート内部のウレタンフォームに認証済の再生原料を使用するなど、製品の品質は維持しながら、必要な化石資源の量を減らす工夫がなされており、より一層環境への配慮が高められている。
メルセデスAMGの「E 53 HYBRID 4MATIC+」は、通常モデル比+20mmのワイドなプロポーションが与えられる。走行状況に応じてロッキング機構を電子制御する「AMG リミテッド・スリップ・デフ」やエンジンマウントの固さを状況に応じて調整する「AMG ダイナミックエンジンマウント」を初採用した。AMG DYNAMIC SELECTには、従来の「Comfort」「Sport」「Sport+」などに加え、ハイブリッド専用の「Electric」および「Battery Hold」が追加設定される。 有償オプションのAMG カーボンパッケージを選択した場合、AMG パフォーマンスステアリング（カーボンファイバー/MICROCUT）やAMG カーボンファイバーインテリアトリム/センタートリムが装着される。

## 年表
2024年1月12日
日本市場において、セダン/ステーションワゴンが同時にフルモデルチェンジ（同日より予約受付開始、2月より発売）。発表会は、東京オートサロン2024にて行われた。 最大で23 PS（17 kW）、205 N・mのブーストが可能な電気モーター（ISG）を備えたガソリンモデルの「E 200 アバンギャルド」とディーゼルモデルの「E 220 d アバンギャルド」は両方に、EV走行換算距離（WLTCモード）112 kmを実現するプラグインハイブリッド（PHEV）モデルの「E 350 e スポーツ エディション スター」はセダンにのみ用意される（いずれも【MP202401】）。
2024年3月22日
日本市場において、オールテレインがフルモデルチェンジ（同日より発売開始）。SUVとステーションワゴンの実用性を併せ持つクロスオーバーモデルであり、なおかつ日本仕様では唯一の四輪駆動ディーゼルモデルとなる。GLC（X254）で初採用された、360°カメラシステムを用い、メディアディスプレイにフロント部分下方の路面の映像を仮想的に映し出す「トランスペアレントボンネット」が標準装備される。
また、セダン/ステーションワゴンに「E 300 エクスクルーシブ」の追加を発表（同日より発売開始）。日本仕様では唯一、ボンネットのスリーポインテッド・スターマスコットと、3本のルーバーを備えたラジエーターグリルが印象的な専用フロントデザインの「エクスクルーシブライン」を設定したモデルとなる。また、路面描画機能による車線逸脱警告を備えたDIGITALライトや、フロントのエアアウトレットを望ましい送風シナリオに合わせて車両が調整するデジタルベントコントロールを標準装備とした。パワートレインは「E 200」をベースに、最高出力・最大トルクを共に向上させた2.0L 直列4気筒ターボエンジン「M254」を搭載する。
2024年12月2日
日本市場において、セダン/ステーションワゴンに、メルセデスAMGによるトップパフォーマンスモデル「E 53 HYBRID 4MATIC+」【MP202501】の追加を発表（同日より発売開始）。3.0L 直列6気筒ターボエンジンと電動モーターを組み合わせたPHEVモデルとなる。AMGスピードシフト TCT 9G トランスミッションと、前後トルク配分の連続可変が可能な「AMG 4MATIC+」を搭載する。EV走行換算距離（WLTCモード）は、セダンが101 km、ステーションワゴンが97 kmである。併せて、導入記念限定車「Edition 1」を発売。セダンが全国限定120台、ステーションワゴンが同30台の計150台が用意される。エクステリアは、AMG ナイトパッケージに加え、AMG エクステリアナイトパッケージll、AMG カーボンパッケージ、マットブラックの21インチ AMG アルミホイール（鍛造）などが装備される。インテリアは、ヘッドレストに「Edition 1」の刺繍が入ったブラックのAMG パフォーマンスシート（ナッパレザー、イエローステッチ入）やイエローシートベルト、イエローに輝くイルミネーテッドステップカバー、イエローステッチ入りのAMG パフォーマンスステアリング （ナッパレザー/MICROCUT）、「Edition 1」の刻印が入ったAMG カーボンファイバーセンタートリムなどが装備される。
2025年3月28日
日本市場において、仕様変更を実施。【MP202502】では、セダン/ステーションワゴンの「AMGラインパッケージ」に含まれるアルミホイールが置き換えられた。これまでの19インチAMGアルミホイール(RTD)に代わり、新たに20インチAMGアルミホイール(RVQ)が装備される。また、「E 53 HYBRID 4MATIC+」において、これまで標準装備であった「AMGパフォーマンスパッケージ」がオプション化されるとともに、車両本体価格の値下げが行われた。
2025年5月22日
日本市場において、セダンに特別仕様車「E 200 エディション エクスクルーシブ」を発売。「E 200 アバンギャルド」をベースに、通常モデルでは設定のない「エクスクルーシブライン」および「ブラウンオープンポアメープルウッドセンタートリム」が特別装備される。また、通常モデルでは有償オプションとなる、パノラミックスライディングルーフ、20インチAMGアルミホイール(RVQ)、自撮り＆ビデオカメラ、MBUXスーパースクリーン、シートベンチレーター（運転席・助手席）、シートヒーター（後席左右）、熱反射・ノイズ軽減ガラス、サウンドパーソナライゼーション機能、Burmester®4Dサラウンドサウンドシステムを標準装備する。内外装色は、「MANUFAKTUR オパリスホワイト（メタリック）」と本革（トンカブラウン）（全国限定150台）の組み合わせ、および「グラファイトグレー（メタリック）」と本革（マキアートベージュ）（同50台）の組み合わせで、計2パターン（同200台）が用意される。

## グレード
以下、日本導入モデル（2024年12月現在）
| グレード一覧                                                                           | グレード一覧 | グレード一覧 | グレード一覧                        | グレード一覧 | グレード一覧   | グレード一覧                                    | グレード一覧                       | グレード一覧 |
| グレード                                                                               | 排気量       | エンジン型式 | エンジン型式                        | 電動機型式   | 電動機型式     | 最高出力・最大トルク                            | 変速機                             | 駆動方式     |
| -------------------------------------------------------------------------------------- | ------------ | ------------ | ----------------------------------- | ------------ | -------------- | ----------------------------------------------- | ---------------------------------- | ------------ |
| E 200 アバンギャルド E 200 ステーションワゴン アバンギャルド                           | 1,997 cc     | 254M20型     | DOHC 直列4気筒 ターボチャージャー付 | EM0024型     | 交流同期電動機 | エンジン 204 PS/320 N・m 電動機 17 kW/205 N・m  | 9速AT （9G-TRONIC）                | FR           |
| E 220 d アバンギャルド E 220 d ステーションワゴン アバンギャルド                       | 1,992 cc     | OM654M型     | DOHC 直列4気筒 ターボチャージャー付 | EM0023型     | 交流同期電動機 | エンジン 197 PS/440 N・m 電動機 17 kW/205 N・m  | 9速AT （9G-TRONIC）                | FR           |
| E 220 d 4MATIC オールテレイン                                                          | 1,992 cc     | OM654M型     | DOHC 直列4気筒 ターボチャージャー付 | EM0023型     | 交流同期電動機 | エンジン 197 PS/440 N・m 電動機 17 kW/205 N・m  | 9速AT （9G-TRONIC）                | 4WD          |
| E 300 エクスクルーシブ E 300 ステーションワゴン エクスクルーシブ                       | 1,997 cc     | 254M20型     | DOHC 直列4気筒 ターボチャージャー付 | EM0024型     | 交流同期電動機 | エンジン 258 PS/400 N・m 電動機 17 kW/205 N・m  | 9速AT （9G-TRONIC）                | FR           |
| E 350 e スポーツ エディション スター                                                   | 1,997 cc     | 254M20型     | DOHC 直列4気筒 ターボチャージャー付 | EM0017型     | 交流同期電動機 | エンジン 204 PS/320 N・m 電動機 95 kW/440 N・m  | 9速AT （9G-TRONIC）                | FR           |
| メルセデスAMG E 53 HYBRID 4MATIC+ メルセデスAMG E 53 HYBRID 4MATIC+ ステーションワゴン | 2,996 cc     | M256型       | DOHC 直列6気筒 ターボチャージャー付 | EM0017型     | 交流同期電動機 | エンジン 449 PS/560 N・m 電動機 120 kW/480 N・m | 9速AT （AMGスピードシフト TCT 9G） | 4WD          |